# Jan Terlouw Lezing
De Jan Terlouw Lezing is een in 2017 begonnen reeks lezingen die jaarlijks in Deventer worden gehouden aan de vooravond van het Deventer Dickens Festijn. De reeks is genoemd naar Jan Terlouw, die zelf op 15 december 2017 de eerste lezing hield. De rede wordt uitgesproken in de Deventer schouwburg.
De spreker mag zelf een jonge spreker uitnodigen, de zogeheten duospreker, die direct na de hoofdspreker aan het woord komt over hetzelfde thema. In 2017 was dat de kleindochter van Jan Terlouw, Laura Faber. De hoofdspreker kiest zelf de hoofdspreker van het volgende jaar uit.
De stichting die de reeks organiseert, hanteert als criterium dat de sprekers de doelstelling van de lezing onderschrijven, te weten "de rol van de maatschappij en de politiek in een noodzakelijk duurzame wereld". De sprekers doen dat "vanuit hun bijzondere plaats in de samenleving binnen en buiten Nederland".

## Overzicht van de Lezingen
- 2017: Jan Terlouw en Laura Faber We kunnen niet langer wachten ISBN 978-94-6297090-8
- 2018: Bas Heijne en Kiza Magendane Broederschap ISBN 978-94-6297-118-9
- 2019: Beatrice de Graaf en Lotte Jensen Veilig. Het verlangen naar geborgenheid ISBN 978-94-6297-154-7
- 2020: Gert-Jan Segers en Tim Hofman Zie alle mensen
- 2021: Claudia de Breij en Clarice Gargard Voorbij het cynisme ISBN 9789462972131
- 2022: Sheila Sitalsing en Rasit Elibol De Goede Migrant
- 2023: Jantijn Anema en Hannah Prins Je bent jong en je wil wat toekomst
- 2024: Ramsey Nasr en Tim Fransen